# Santa Constanza
Santa Constanza of Santa Costanza is sinds 1254 een kerk in Rome. Het gebouw uit de eerste helft van de 4e eeuw diende aanvankelijk als mausoleum voor Constantina en Helena, twee dochters van de Romeinse keizer Constantijn I de Grote. De twee sarcofagen stonden toen in het midden van het koepelgebouw. De koepel steunt op een architraaf, gedragen door 2 concentrische cirkels van telkens 12 zuilen. Naast het mausoleum had keizer Constantijn I al een funerariumhal gebouwd, die vandaag in ruïne staat. Het mausoleum was ooit nog rijkelijker versierd dan vandaag maar mozaïeken werden al eens geplunderd of vernield tijdens zogenaamde restauraties. Het mausoleum staat naast de basiliek Sint Agnes buiten de muren. Constantina had altijd een verering voor Sint-Agnes van Rome gehad omdat ze miraculeus genas biddend op het graf van de martelares Sint-Agnes. Daarna bekeerde Constantina zich tot het christendom; haar vader Constantijn I was al christen.
Het is niet uitgesloten dat dit cirkelvormige mausoleum model stond voor de Heilige Grafkerk in Jeruzalem.
Later werd Constantina tot heilige verklaard en kreeg ze de Italiaanse naam Costantina of Costanza. Pas in de 13e eeuw werd het mausoleum een kerk. Paus Alexander IV wijdde de kerk in en gaf de naam Santa Costanza. Onder de koepel kwam het altaar te staan en de sarcofagen van de twee zussen verhuisden naar Rome-centrum. Vandaag staan de sarcofagen in de Vaticaanse musea.
De 'Bentvueghels', een gezelschap van kunstenaars afkomstig uit de Nederlanden, kwamen hier in de 17e eeuw regelmatig bij elkaar. Zij dachten dat de Santa Costanza oorspronkelijk aan de wijngod Bacchus was gewijd. Dit kwam door de speciale afbeelding van wijnproductie op de sarcofaag van Constantina/Costanza en de versieringen in de kerk (wijnranken, druiven et cetera). In de nissen van het mausoleum lieten velen van hen hun naam achter door deze op de wanden te krassen. Veel van deze namen zijn tot op de dag van vandaag te zien in de kerk. 

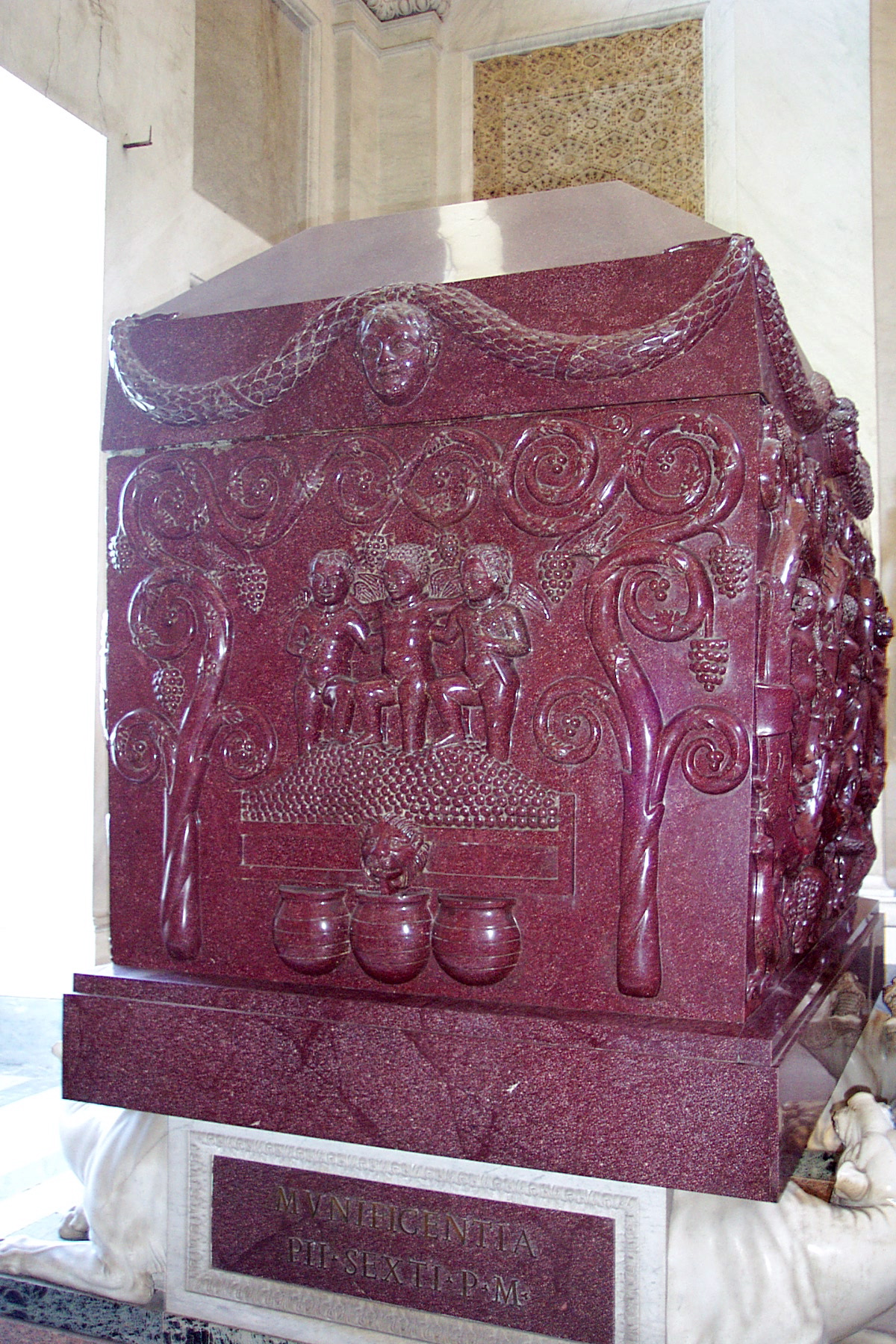
De sarcofaag van Constantina, 340 na Christus, met afbeelding van wijnproductie. Nu staat ze in de Vaticaanse musea, maar oorspronkelijk stond ze onder de koepel van het mausoleum (bovenste foto)